# Lemon (album)
Lemon (zapis stylizowany: LemON) – debiutancki album studyjny grupy muzycznej Lemon, wydany 27 listopada 2012 przez wytwórnię płytową EMI Music Poland.
Album zawiera 12 premierowych utworów, a jego pierwszym promującym singlem został utwór „Będę z Tobą”, a drugim „Napraw”. W maju 2013 Igor Herbut potwierdził, że zostanie wydany jeszcze jeden singiel z albumu, a został nim utwór „Nice”.
Igor Herbut podkreślił, iż wersje singlowe różnią się od utworów pochodzących z albumu:

Tak teraz się razem zastanawiamy, czy jakikolwiek numer pozostał w niezmienionej wersji… I chyba nie… „Litaj"- nie, „Teplo"- nie (ta to miała już z 5 wcieleń), „Dewiat"- nie (plus najpierw na koncertach dodawaliśmy do niej lux aeterna i byliśmy zachwyceni, że tak epicko... A potem stwierdziliśmy, że to niedobre jest nagle… A potem zaczęliśmy dogrywać „Hometown glory”. „Pizno"- nie, „Napraw"– z 10 wersji minimum, „Nicea” – to jest 4 wersja. „Wiej"- nawet na początku nazywało się inaczej- „Witer"… Chyba „Lżejszy” się najmniej zmienia…

Płyta zadebiutowała na 9. miejscu listy OLiS. 30 października 2013 wydawnictwo uzyskało status platynowej płyty, a w październiku 2023 – dwukrotnie platynowej płyty.

## Lista utworów
Opracowano na podstawie materiału źródłowego.
1. „Litaj ptaszko (Prolog)” – 1:04
2. „Litaj ptaszko” – 2:40
3. „Tepło” – 3:17
4. „Wiej” – 3:03
5. „Dewiat” – 2:53
6. „Lżejszy” – 3:53
7. „Napraw” – 3:11
8. „All You Need Is Love” – 3:27
9. „Bez boju” – 4:51
10. „Będę z Tobą” (Radio Edit) – 2:52
11. „Pizno” – 6:37
12. „Nice (Epilog)” (& Marcin Kuczewski) – 4:04
13. „Będę z Tobą” – 3:04
14. „Wiem, że nie śpisz” (utwór dodatkowy) – 2:49

### Edycja specjalna z 2013 roku[11]
1. „Litaj ptaszko” – 3:47
2. „Tepło” – 3:17
3. „Wiej” – 3:03
4. „Dewiat” – 2:53
5. „Lżejszy” – 3:53
6. „Napraw” – 3:12
7. „Bez boju” – 4:51
8. „Będę z Tobą” (live) – 3:05
9. „Pizno” – 6:37
10. „Nice (Epilog)” (& Marcin Kuczewski) – 4:04
11. „Wiem, że nie śpisz” (utwór dodatkowy) – 2:49
12. „Będę z Tobą” (ZETknięcia z gwiazdą w Radiu ZET) – 3:02
13. „All You Need Is Love” (ZETknięcia z gwiazdą w Radiu ZET) – 5:05
14. „Będę z Tobą” (Radio Edit) – 2:52
15. „Napraw” (Radio Edit) – 3:20
16. „Nice” (Radio Edit) – 3:46
17. „Dewiat” (Piotr Walicki remix) – 4:07
18. „Napraw” (Koszalin live) – 3:47